# بیل هوپر (بازیکن فوتبال، زاده ۱۸۸۴)
بیل هوپر (انگلیسی: Bill Hooper؛ ۲۰ فوریه ۱۸۸۴ – ۱۹۵۲ (۶۷−۶۸ سال)) بازیکن فوتبال بود.
از باشگاه‌هایی که در آن بازی کرده‌است می‌توان به باشگاه فوتبال گریمزبی تاون و باشگاه فوتبال بارو اشاره کرد.